# Larve à queue de rat
 (septembre 2021).
La mise en forme du texte ne suit pas les recommandations de Wikipédia : il faut le « wikifier ».
Les points d'amélioration suivants sont les cas les plus fréquents. Le détail des points à revoir est peut-être précisé sur la page de discussion.
- Les titres sont pré-formatés par le logiciel. Ils ne sont ni en capitales, ni en gras.
- Le texte ne doit pas être écrit en capitales (les noms de famille non plus), ni en gras, ni en italique, ni en « petit »…
- Le gras n'est utilisé que pour surligner le titre de l'article dans l'introduction, une seule fois.
- L'italique est rarement utilisé : mots en langue étrangère, titres d'œuvres, noms de bateaux, etc.
- Les citations ne sont pas en italique mais en corps de texte normal. Elles sont entourées par des guillemets français : « et ».
- Les listes à puces sont à éviter, des paragraphes rédigés étant largement préférés. Les tableaux sont à réserver à la présentation de données structurées (résultats, etc.).
- Les appels de note de bas de page (petits chiffres en exposant, introduits par l'outil «  Source ») sont à placer entre la fin de phrase et le point final[comme ça].
- Les liens internes (vers d'autres articles de Wikipédia) sont à choisir avec parcimonie. Créez des liens vers des articles approfondissant le sujet. Les termes génériques sans rapport avec le sujet sont à éviter, ainsi que les répétitions de liens vers un même terme.
- Les liens externes sont à placer uniquement dans une section « Liens externes », à la fin de l'article. Ces liens sont à choisir avec parcimonie suivant les règles définies. Si un lien sert de source à l'article, son insertion dans le texte est à faire par les notes de bas de page.
- La présentation des références doit suivre les conventions bibliographiques. Il est recommandé d'utiliser les modèles {{Ouvrage}}, {{Chapitre}}, {{Article}}, {{Lien web}} et/ou {{Bibliographie}}. Le mode d'édition visuel peut mettre en forme automatiquement les références.
- Insérer une infobox (cadre d'informations à droite) n'est pas obligatoire pour parachever la mise en page.

Pour une aide détaillée, merci de consulter Aide:Wikification.
Si vous pensez que ces points ont été résolus, vous pouvez retirer ce bandeau et améliorer la mise en forme d'un autre article.

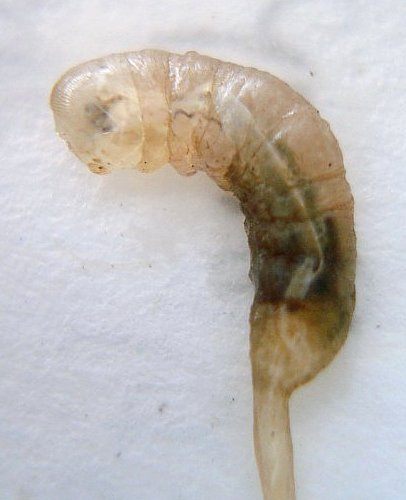
Larve dEristalis tenax

Les larves à queue de rat sont les larves de certaines espèces de syrphes appartenant aux tribus Eristalini et Sericomyiini. Une caractéristique des larves à queue de rat est de posséder un siphon respiratoire télescopique en forme de tube situé à son extrémité postérieure. Cela agit comme un tuba, permettant à la larve de respirer de l'air lorsqu'elle est immergée. Le siphon est généralement aussi long que le corps de l'asticot (à maturité), mais peut être prolongé jusqu'à 150 mm. Cet organe donne à la larve son nom commun.
La larve à queue de rat la plus couramment rencontrée est celle de la mouche faux-bourdon, Eristalis tenax. Il vit dans des eaux stagnantes, dépourvues d'oxygène, à haute teneur en matières organiques. Il est assez tolérant à la pollution et peut vivre dans les lagunes d'eaux usées et les fosse d'aisances.

## Usage commercial
Ces larves, communément appelées « souris », sont élevées et vendues comme appâts pour poissons. Elles sont particulièrement appréciées pour la pêche sur glace.

## Infection
Occasionnellement, des cas ont été documentés de myiase intestinale humaine causée par la mouche à queue de rat. Les symptômes peuvent aller d'aucun (asymptomatique) à des douleurs abdominales, des nausées et des vomissements ou un prurit anal. L'infection peut être causée par l'ingestion d'aliments ou d'eau contaminés, mais des doutes ont été émis quant au fait que les larves de mouches accidentellement ingérées pourraient survivre dans le tractus gastro-intestinal. Zumpt a proposé une alternative appelée « myiase rectale ». Les mouches, attirées par les matières fécales, peuvent déposer leurs œufs ou leurs larves près ou dans l'anus, et les larves pénètrent alors plus loin dans le rectum. Ils peuvent survivre en se nourrissant d'excréments à cet endroit, tant que le tube respiratoire atteint l'anus,.

## Galerie

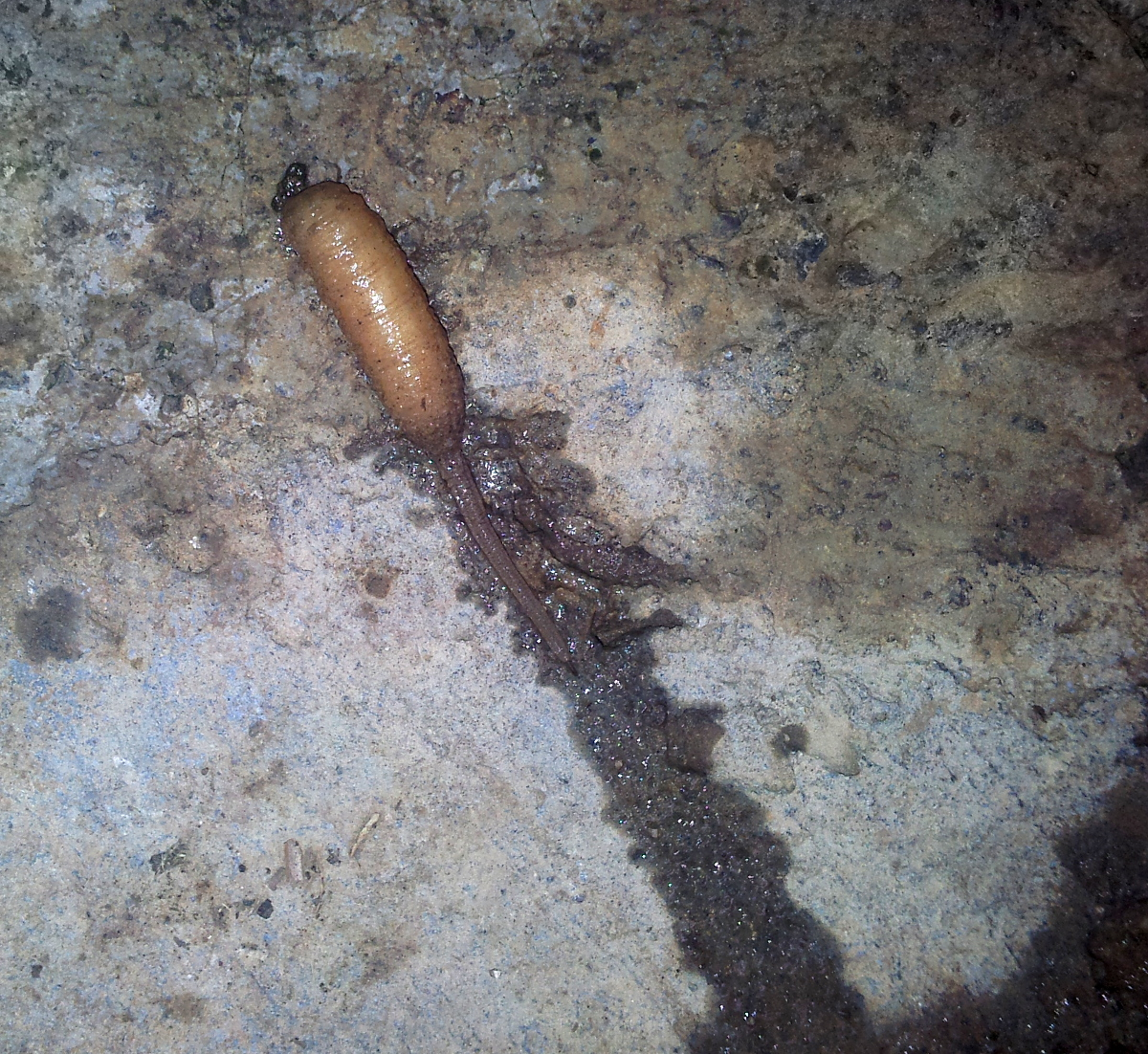
Larve queue de rat des Philippines
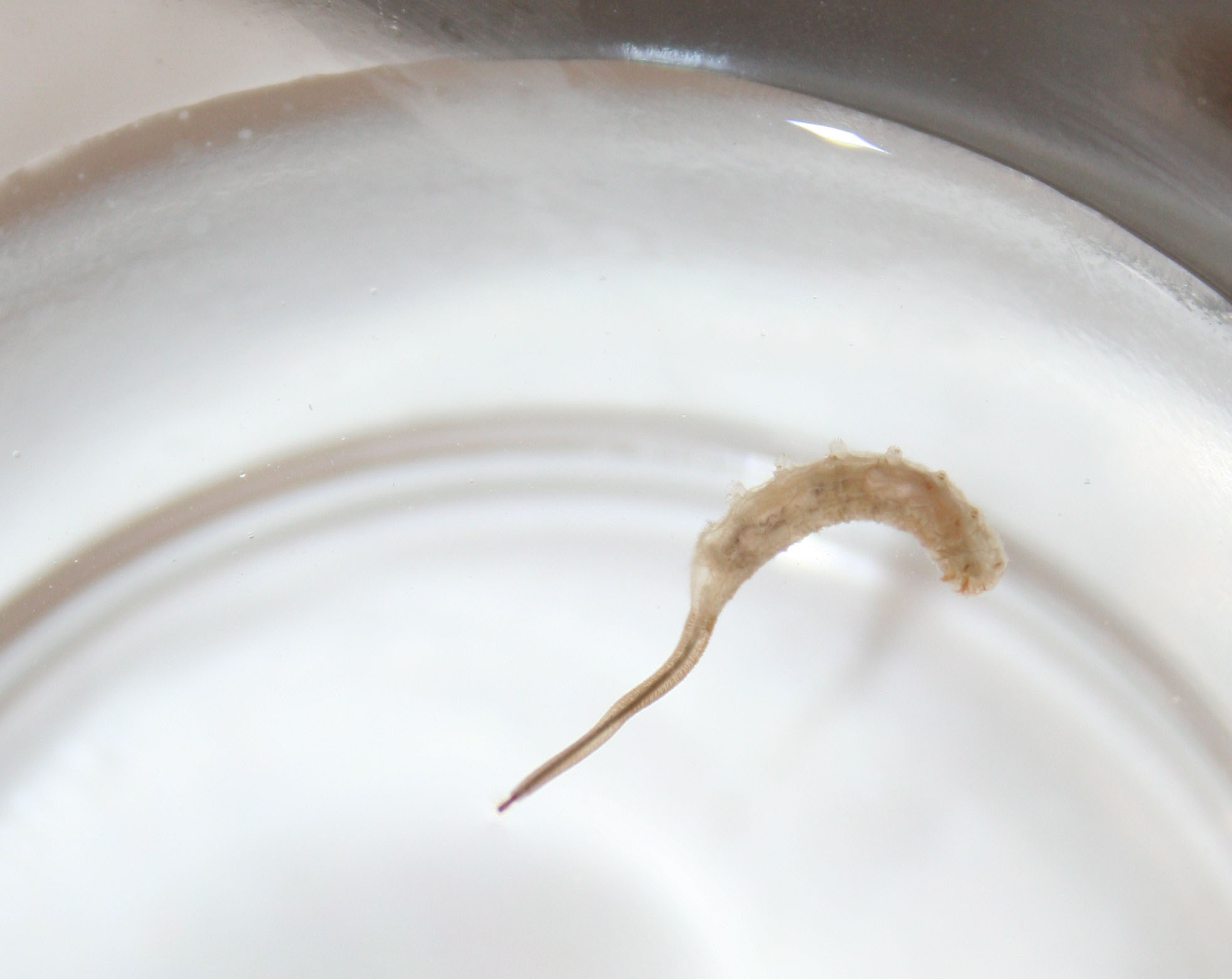
Larve à queue de rat
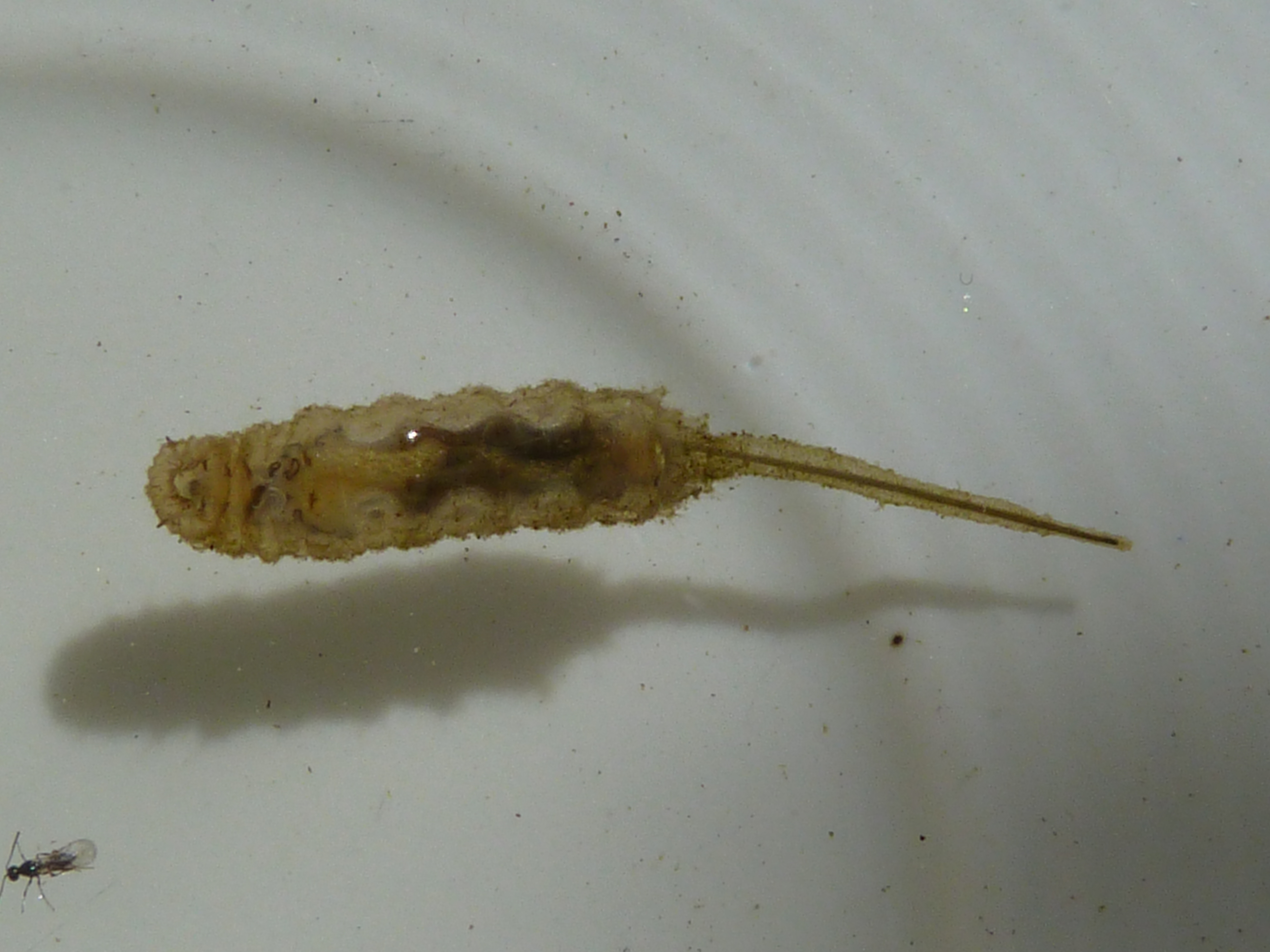
Larve à queue de rat